# Réservoir externe de la navette spatiale américaine
Pour l’article homonyme, voir Réservoir largable.

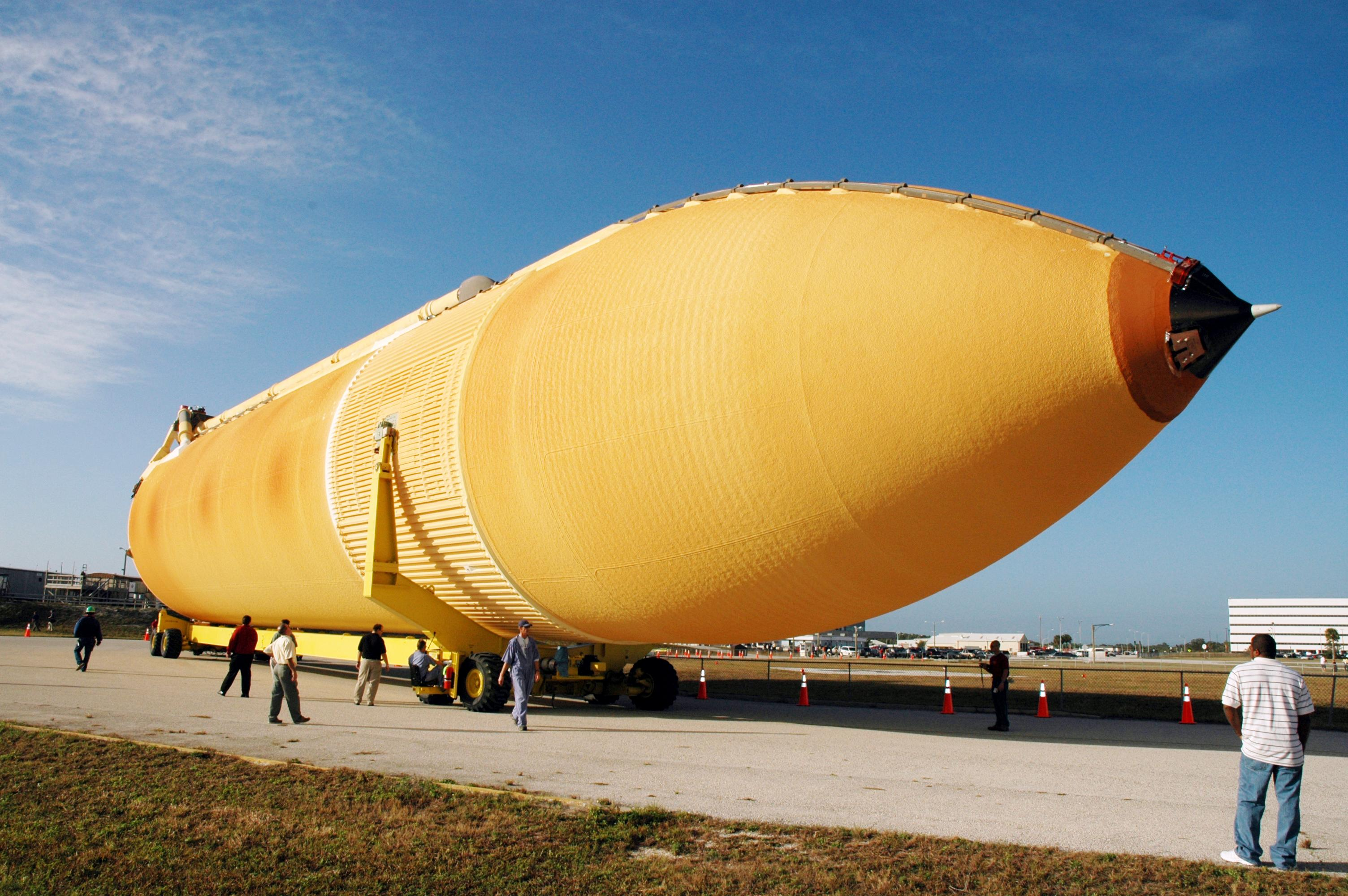
Un réservoir externe est amené vers le Vehicle Assembly Building, au centre spatial Kennedy (Floride, États-Unis).

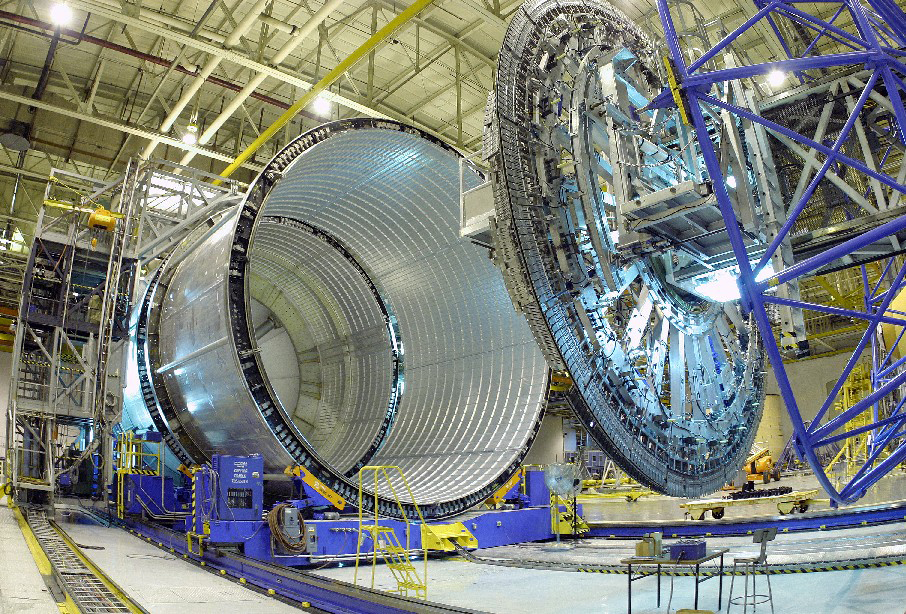
Assemblage d'un réservoir externe au centre d'assemblage Michoud de La Nouvelle-Orléans.

Le réservoir externe (en anglais : external tank) était un des trois composants de la navette spatiale américaine. Attaché à l'orbiteur, il alimentait les trois moteurs principaux SSME de celui-ci en hydrogène liquide (le carburant) et oxygène liquide (le comburant) au cours de l'ascension du vaisseau. Ce réservoir comprenait trois parties, le réservoir d'oxygène liquide à l'avant, le réservoir d'hydrogène liquide à l'arrière, et la section inter-réservoirs entre les deux. C'est le seul élément de la navette qui n'était pas réutilisé, puisqu'il était détruit au cours de sa chute dans l'atmosphère. C'est également le seul élément à n'avoir connu aucune défaillance pendant toute la durée du programme.

## Genèse du réservoir externe
Le réservoir externe constituait un des trois composants de la navette spatiale américaine. Fin 1970, alors que celle-ci était encore en phase de définition, la NASA commanda aux sociétés Boeing et Grumman une étude pour comparer des navettes ayant recours à un réservoir d'hydrogène externe et interne. Le problème fut beaucoup plus compliqué pour l'hydrogène liquide que pour l'oxygène liquide, car il occupe beaucoup plus de place. Les conclusions furent très favorables au réservoir externe, moins coûteux et plus sûr. Le principe d'un stockage des deux ergols dans un réservoir externe fut alors adopté. Par ailleurs, pour limiter le coût de développement, la NASA décida que ce réservoir ne serait pas réutilisable, contrairement aux deux autres composants de la navette : l'orbiteur et les propulseurs d'appoint à poudre.

## Caractéristiques
Le réservoir externe était une structure cylindrique réalisée en alliage d'aluminium avec un nez conique, qui mesurait 46,88 mètres de long pour 8,40 mètres de diamètre. Il comportait 138 pièces, réparties en trois sous-ensembles : le réservoir d'oxygène liquide, le réservoir d'hydrogène liquide et la section inter-réservoirs, qui séparait les deux réservoirs.

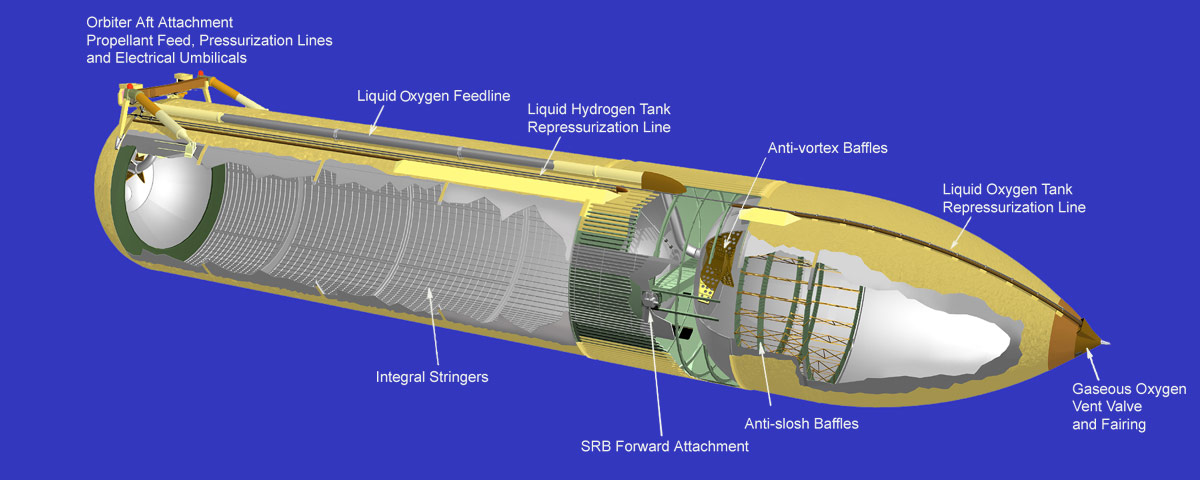
Schéma d'un réservoir externe.

### Réservoir d'oxygène liquide

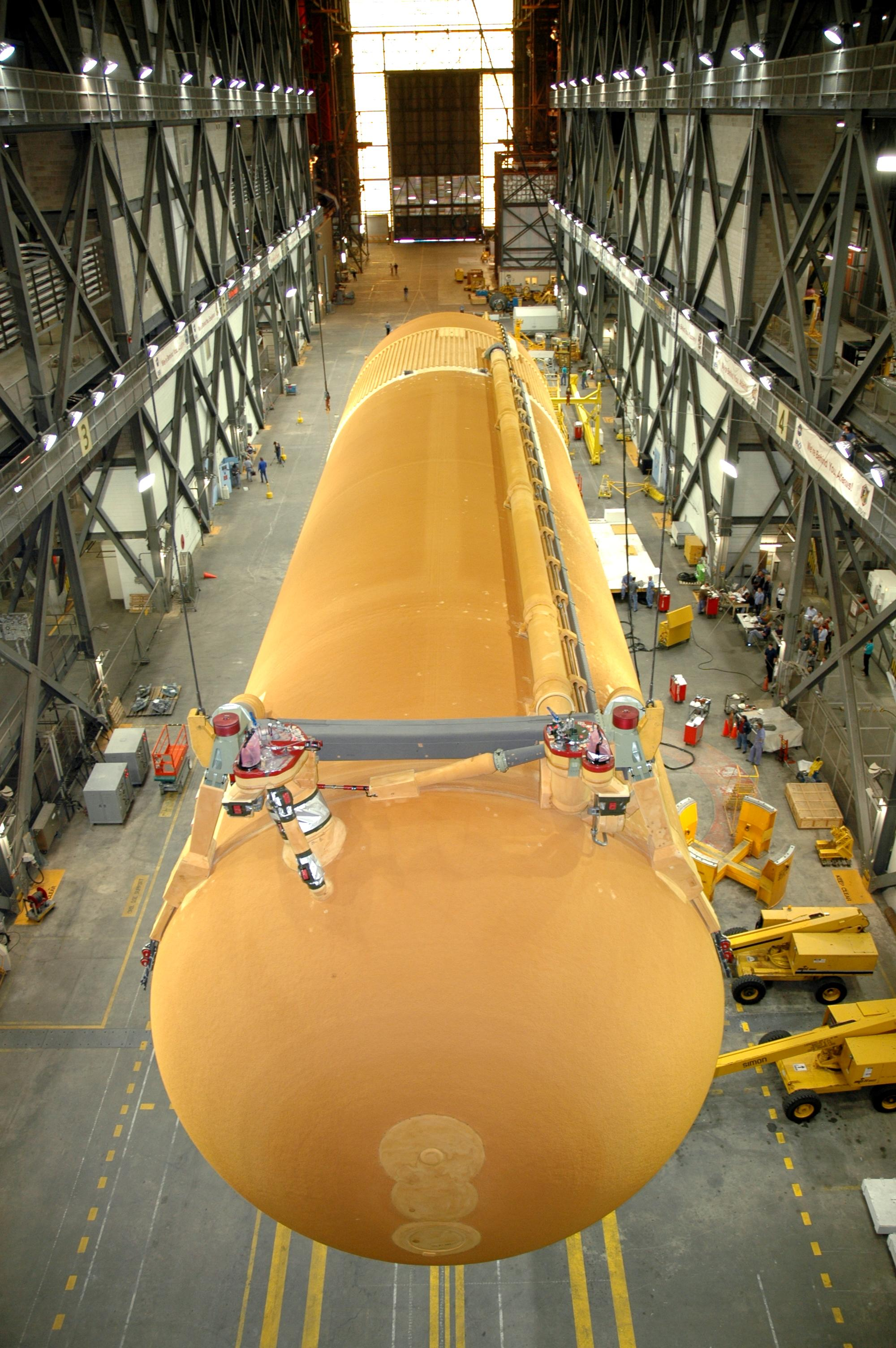
Le réservoir externe dans le VAB, avant son assemblage avec l'orbiteur et les propulseurs externes.

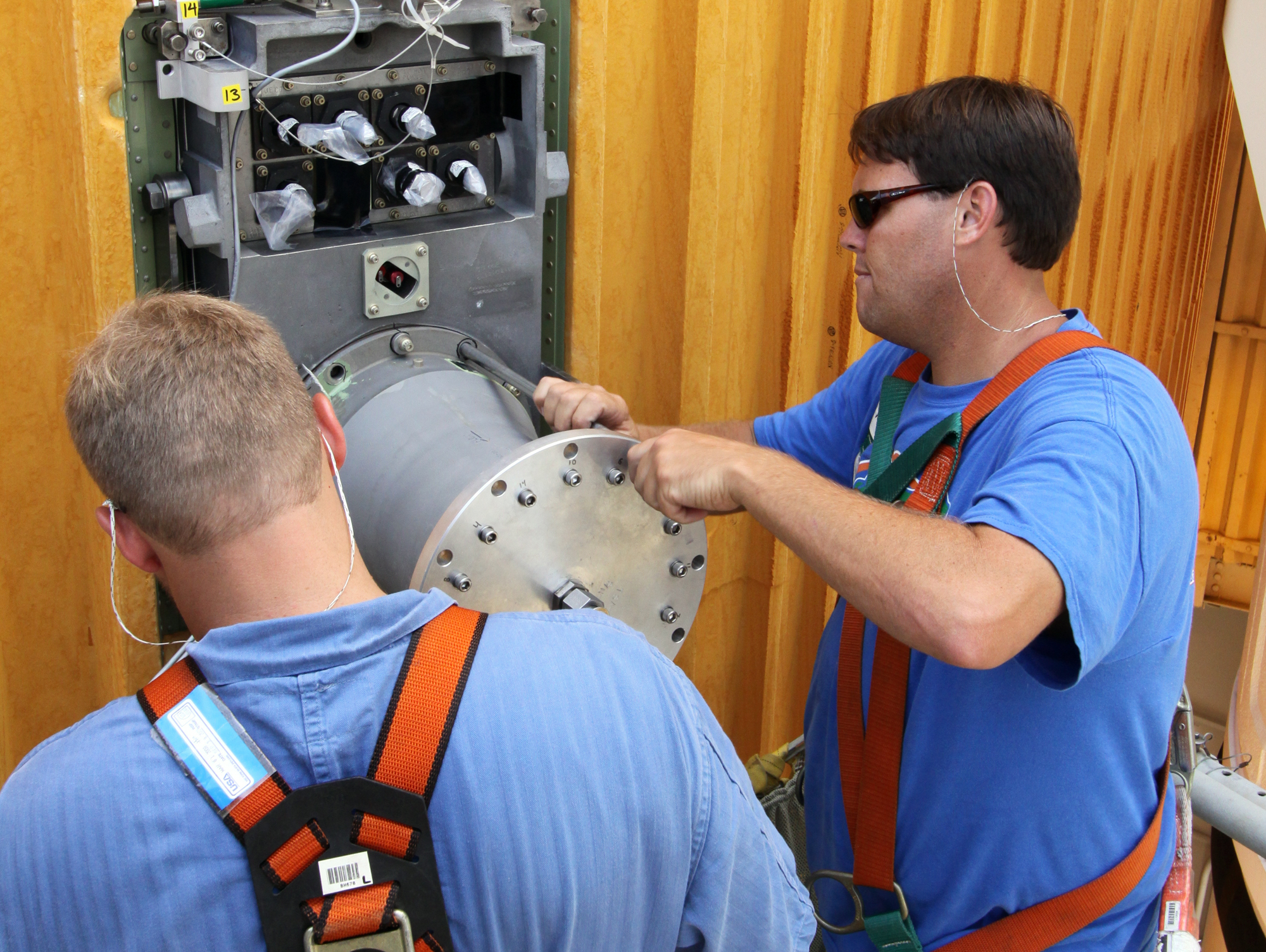
Des techniciens travaillent sur la vanne permettant d'évacuer l'hydrogène gazeux au-delà d'une certaine pression durant la phase de remplissage du réservoir sur le pas de tir.

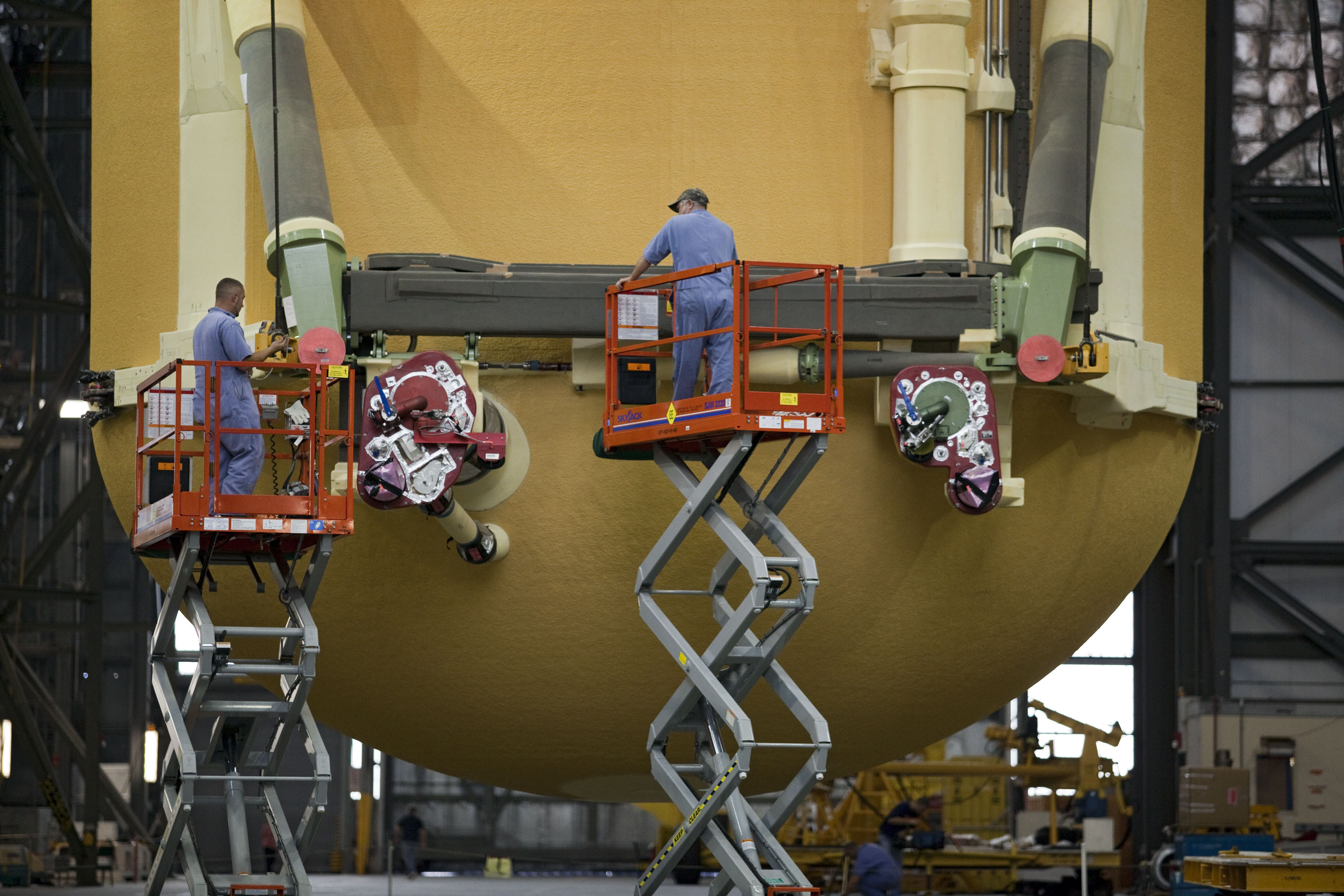
Gros plan sur les conduites d'alimentation et le système de fixation entre le réservoir externe et l'orbiteur.

Le réservoir d'oxygène liquide (en anglais : « Liquid Oxygen Tank ») était une structure monocoque en alliage d'aluminium. Il alimentait, via une conduite de 42,5 cm de diamètre (en anglais : « Liquid Oxygen Feedline »), qui courait à l'extérieur du réservoir d'hydrogène, les moteurs SSME de l'orbiteur par l'intermédiaire d'une prise ombilicale, située au bas du réservoir d'hydrogène, à droite, qui permettait de déverser 1 114 kg d'oxygène par seconde aux moteurs SSME. Cette partie du réservoir, située à l'avant de l'ensemble formé par la navette spatiale, avait une forme aérodynamique afin de limiter la traînée et l'échauffement au cours de l'ascension. L'oxygène liquide occupait un volume de 553 m3, dans un réservoir qui mesurait 8,40 m de diamètre pour 16,64 m de long et pesait 45 400 kg à vide. Rempli avec 549 407 litres d'oxygène liquide, il pesait 625 650 kg.

### La section inter-réservoirs
La section inter-réservoirs (en anglais : « intertank ») était un compartiment non pressurisé situé, comme son nom l'indique, entre le réservoir d'oxygène liquide et le réservoir d'hydrogène liquide. Il abritait l'instrumentation et comportait en outre les points d'attache supérieurs des deux boosters. La section inter-réservoirs mesurait 6,86 mètres de long, 8,40 mètres de diamètre et pesait 5 445 kg.

### Réservoir d'hydrogène liquide
Comme pour le réservoir d'oxygène, le réservoir d'hydrogène liquide (en anglais : « Liquid Hydrogen Tank ») était une structure semi-monocoque en alliage d'aluminium. Le compartiment contenant l'hydrogène liquide était situé à la base du réservoir externe. La prise du réservoir d'hydrogène permettait d'alimenter les moteurs SSME à raison de 179 039 litres par minute. Le réservoir d'hydrogène mesurait 29,47 mètres de long pour 8,4 mètres de diamètre, pesait 13 050 kg à vide et offre un volume de 1 514,5 m3. Rempli avec 1 476 836 litres d'hydrogène liquide, il pesait 104 308 kg.

### Isolation thermique
Le contenu des réservoirs LOX (oxygène liquide)  et LH2 (hydrogène liquide) est maintenu respectivement au-dessous de −183 °C et de −253 °C grâce à l'isolation de leur structure d'aluminium par une couche de mousse ablative. Outre le maintien en température, cette mousse isolante évite la formation de glace sur les parois du réservoir qui - s'en détachant lors des vibrations intenses du décollage - risquerait d'endommager la navette. Chaque réservoir possède une soupape permettant d'évacuer l'excès de pression de LOX et de LH2. Un bras surmonté d'un chapeau venant coiffer le sommet du réservoir recueille le trop-plein d'oxygène s'évacuant de son évent, qui risquerait ici encore de former des plaques de glace. Enfin, au départ de l'engin, la mousse ablative se désagrège avec le frottement de l'air, limitant l'échauffement du réservoir.
Or ce sont justement des blocs de mousse, qui en se détachant ont brisé des tuiles réfractaires du bouclier thermique de l'orbiteur, et provoqué l'accident de Columbia. Le dispositif avait par la suite subi de nombreuses modifications, mais il resta un sujet de préoccupation pour la NASA pendant toute la carrière de la navette.
Pour les missions STS-1 et STS-2, l'isolation thermique du réservoir externe étaient recouverte d'une peinture blanche ignifuge. À partir de STS-3, cette peinture ne fut plus appliquée, ce qui permit de réduire la masse du réservoir de 272 kg et de réduire de manière marginale le coût de sa fabrication.

## Les différentes versions
Plusieurs versions du réservoir externe ont été fabriquées, afin de gagner du poids et permettre à la navette spatiale d'augmenter sa capacité d'emport.

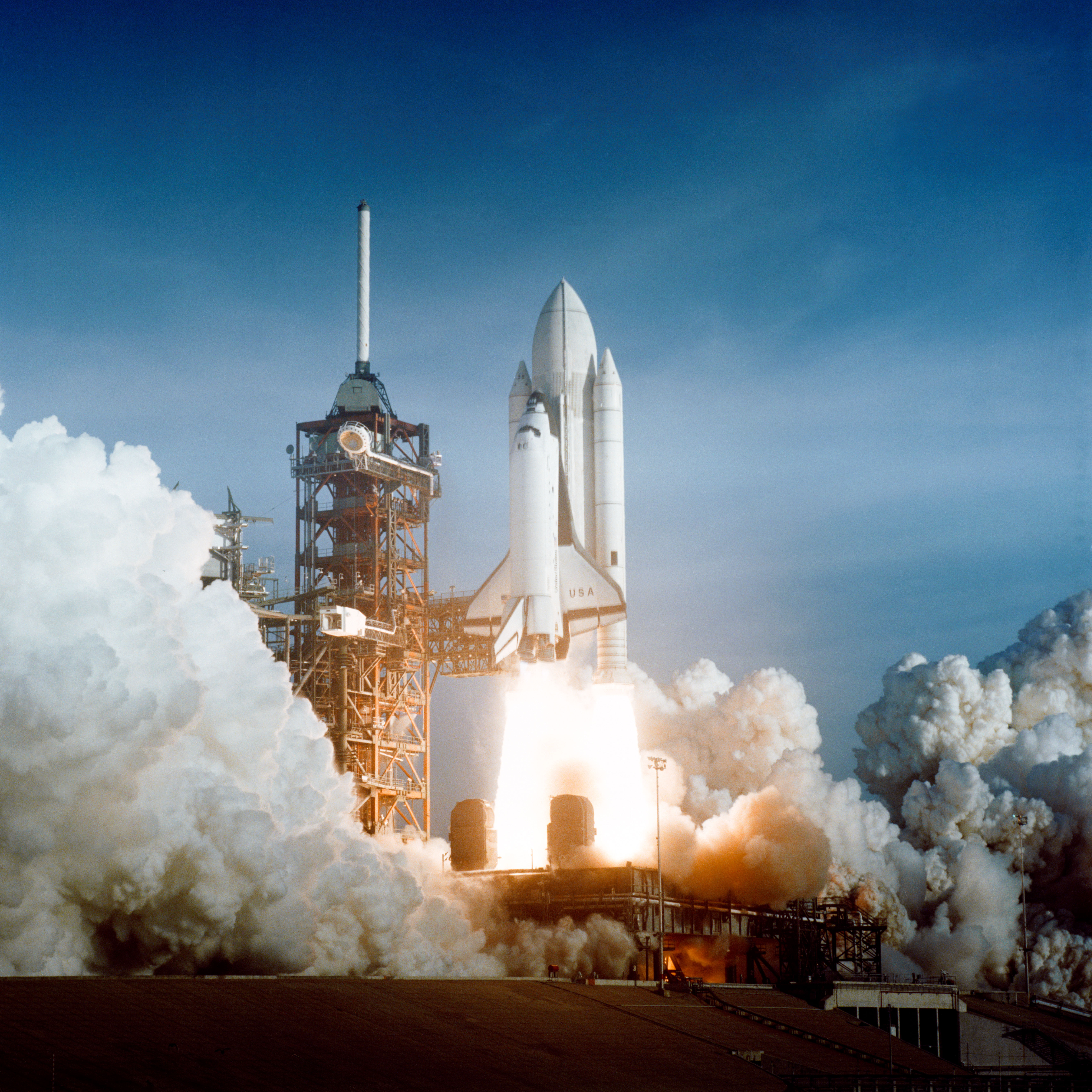
Le réservoir externe a été peint en blanc pour les deux premiers lancements de la navette spatiale.

La version d'origine, dite standard (en anglais : « Standard Weight Tank », ou SWT), fut utilisée pour six des premières missions (STS-1 à STS-7, STS-6 exclus). Elle fut légèrement modifiée en cours de fabrication. Les deux premiers réservoirs utilisés pour les missions STS-1 et STS-2 étaient peints en blanc pour protéger les réservoirs des rayons ultraviolets pendant le temps que la navette passerait sur la rampe de lancement avant le lancement. Comme cela ne s'est pas avéré être un problème, Martin Marietta a pu renoncer à la couche de peinture blanche et a pu laisser l'isolation de couleur rouille à partir de la mission STS-3, ce qui a permis de gagner environ 272 kg,.
À partir de la version STS-3, la peinture blanche ignifuge ne fut plus appliquée, tandis-que le deuxième conduit d'alimentation du réservoir d'oxygène fut également supprimé. Lors de son dernier vol, cette version du réservoir pesait 35 tonnes à vide.
La première version allégée (en anglais : « Lightweight Tank », ou LT) fut mise en service pour la première fois au cours de la mission STS-6. La masse à vide avait été réduite de 5 tonnes grâce à différentes modifications : le nombre de raidisseurs avait été diminué, l'épaisseur de certaines parois avait été diminuée en utilisant un nouveau processus d'usinage, un alliage de titane (moins coûteux) remplaçait l'alliage d'aluminium/cuivre utilisé jusque-là, et les fixations qui solidarisaient le réservoir externe et les propulseurs d'appoint furent allégés.
Une nouvelle version encore plus allégée (en anglais : « Super Lightweight Tank », ou SLWT) apparut en 1998, à partir de la mission STS-91. La principale modification portait sur l'alliage utilisé : le SLWT utilisait un alliage aluminium-lithium (en), qui permettait d'abaisser la masse du réservoir de 3 175 kg. Cette version permit d'obtenir 50 % de l'accroissement de charge utile rendu nécessaire pour l'assemblage de la Station spatiale internationale.

### Mise en œuvre
Lors de l'ascension de la navette spatiale, la séparation entre le réservoir externe et l'orbiteur intervenait juste avant que ce dernier ait atteint une vitesse suffisante pour se placer en orbite. Le réservoir externe ne se satellisait donc pas et entamait sa chute immédiatement après avoir effectué un vol suborbital. Cette trajectoire permettait d'être certain que le réservoir retombe dans l'Océan Atlantique, loin de toute zone habitée. La navette utilisait ses moteurs auxiliaires pour achever la mise en orbite. Au moment de la séparation entre le réservoir et la navette, la valve à l'avant du réservoir de LOX était ouverte, produisant une petite poussée nécessaire à son éloignement de l'Orbiter ainsi qu'à sa retombée. Il y avait huit capteurs d'épuisement sur le réservoir, quatre dans chaque réservoir, localisées au fond pour le réservoir LH2 et sur la ligne d'alimentation avant sur le réservoir LOX.

### Les projets de réutilisation
Le Shuttle-C était une proposition de la NASA de transformer l'ensemble navette spatiale en un lanceur sans pilote destiné à la cargaison. Ceci en réutilisant entre autres le réservoir externe de la navette spatiale.

## Galerie

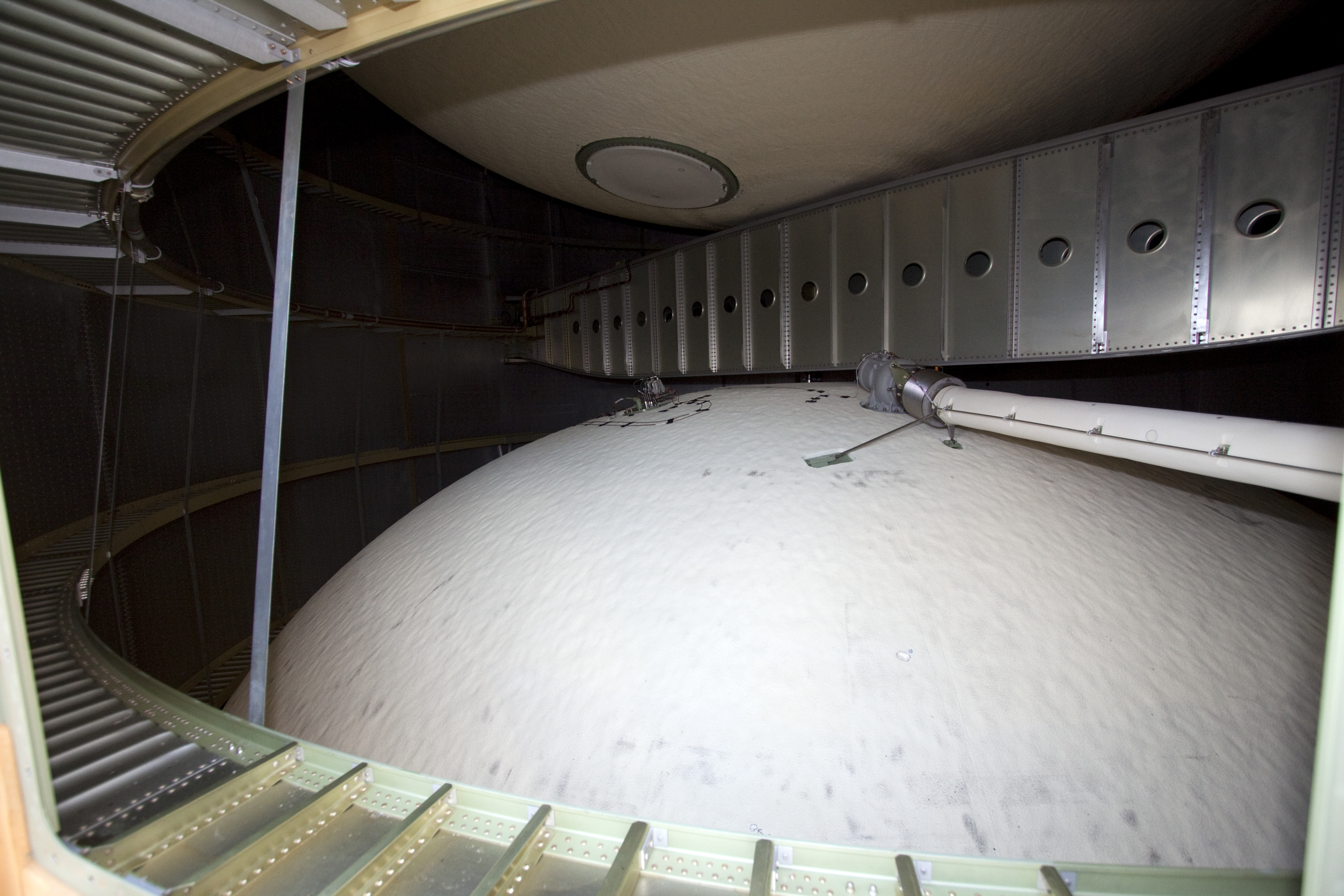
Vue sur le volume intérieur situé entre les réservoirs d'oxygène et d'hydrogène.
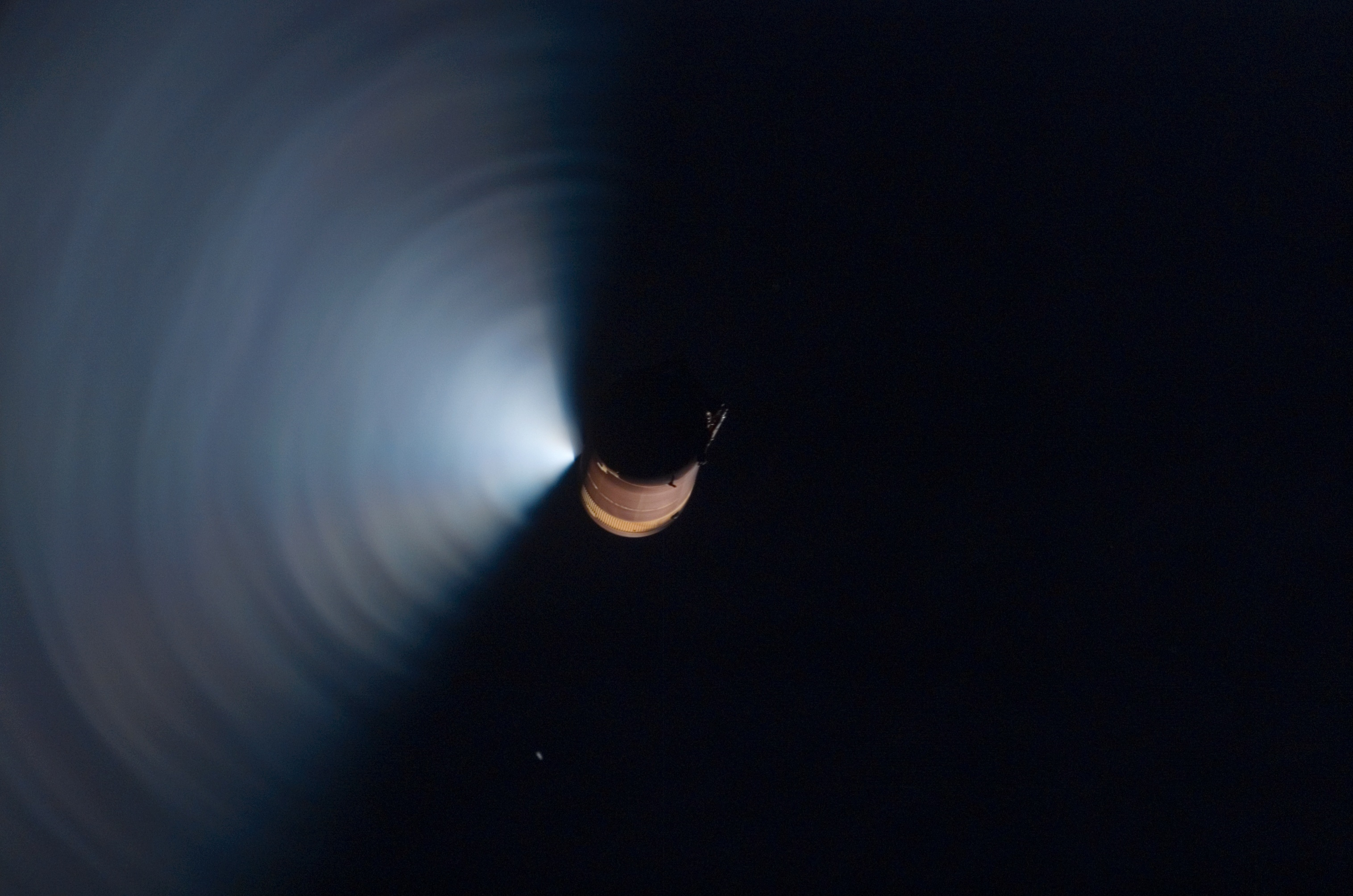
Purge du réservoir après séparation avec l'orbiteur.
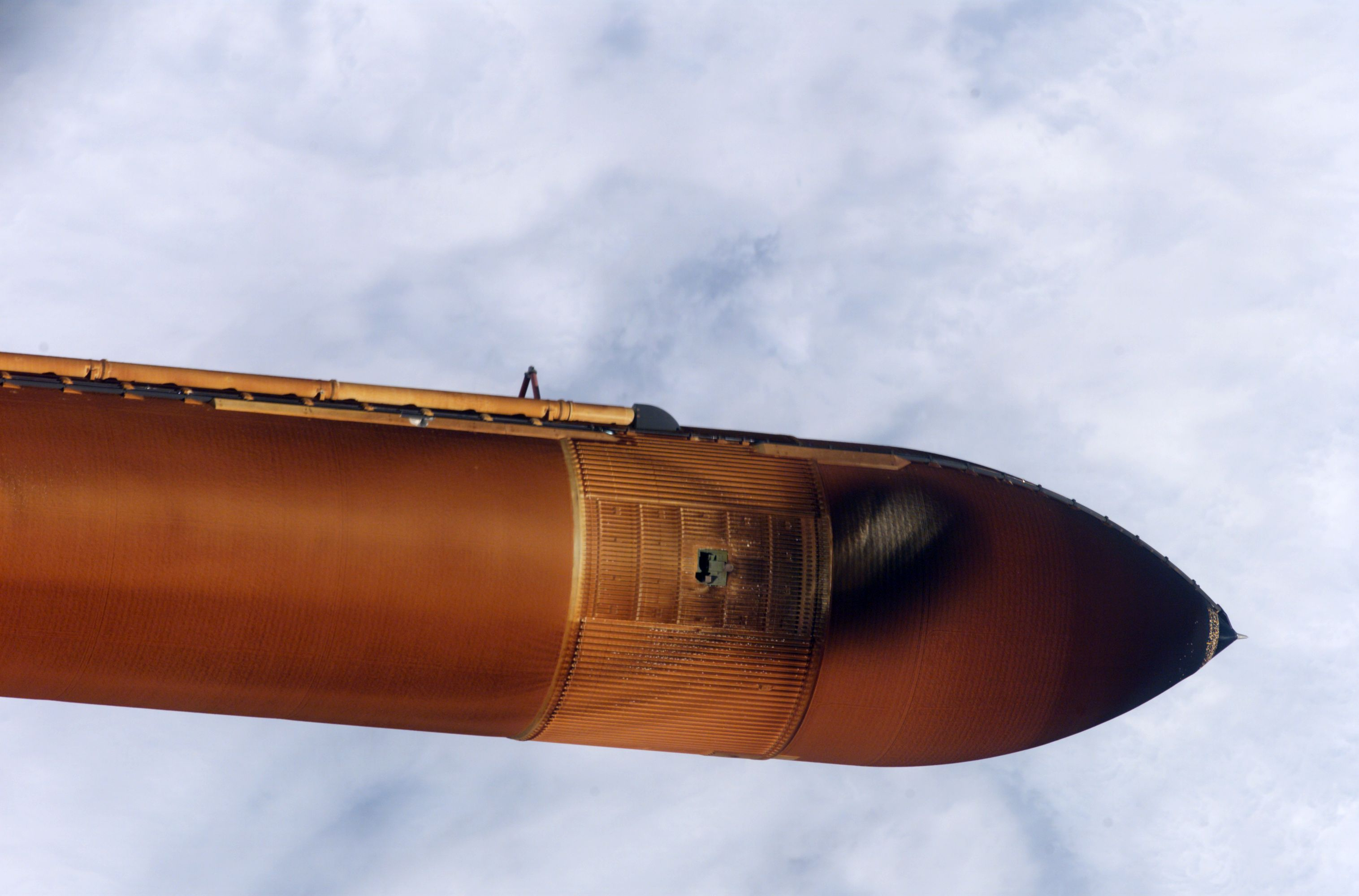
Le réservoir externe s'éloigne de l'orbiteur après séparation.
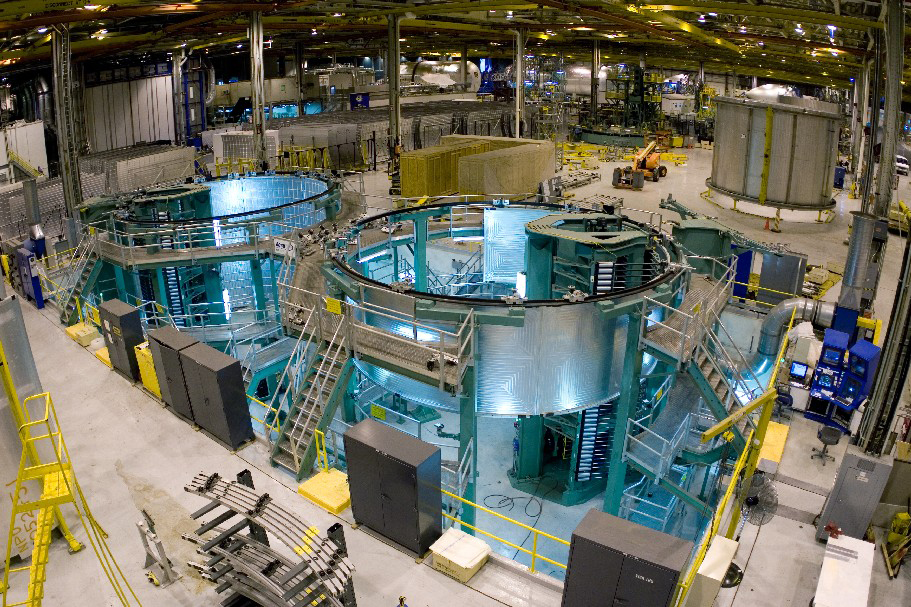
Fabrication d'un réservoir externe.
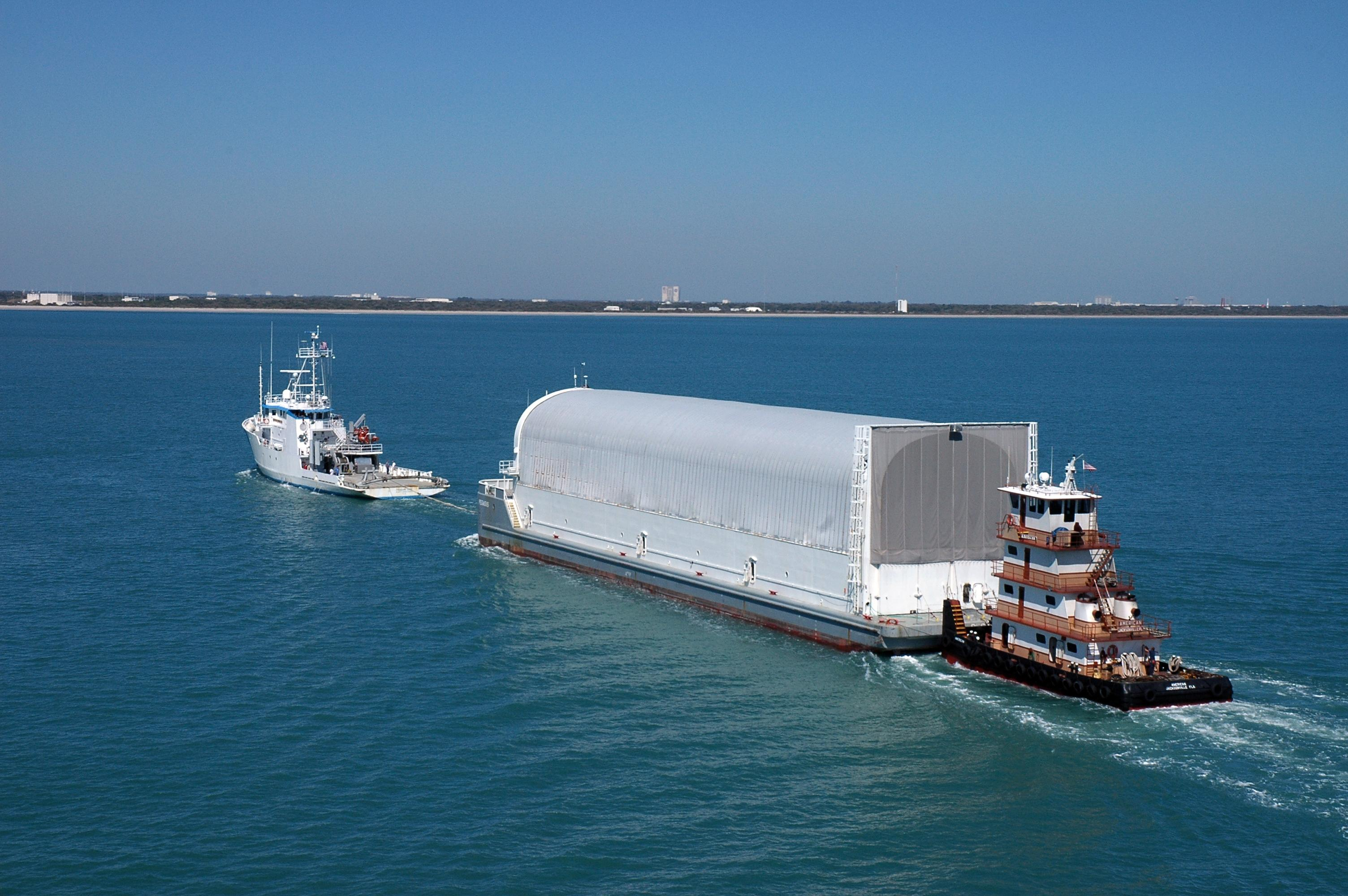
Le transport du réservoir externe, depuis l'usine de Michoud jusqu'au centre spatial Kennedy, était effectué par voie maritime.

### Sources
- (en) Dennis R. Jenkins, Space Shuttle : The History of the National Space Transportation System : The first 100 missions, Cape Canaveral, Midland Publishing, avril 2001, 3e éd., 524 p. (ISBN 0-9633974-5-1 et 978-0963397454)